# Assemblée mondiale de la jeunesse musulmane
L'Assemblée mondiale de la jeunesse musulmane, ou WAMY (World Assembly of Muslim Youth ; ar : الندوة العالمية للشباب الإسلامي) est une organisation saoudienne fondée à Djeddah en 1972 afin d'éduquer la jeunesse selon les préceptes de l'islam authentique. son siège est à Riyad et son secrétariat est placé sous la direction du ministre des Affaires religieuses.

Elle aurait statut d’ONG accréditée auprès de l’ONU. Elle est pourvue d'une branche humanitaire (Al-Ber). Elle dispose de bureaux dans de nombreux pays et coopère avec d'autres associations de jeunes musulmans.

## Objectifs et activités
Ses objectifs sont : préserver l’identité musulmane des jeunes, leur apprendre à affronter la modernité, leur apprendre à être des citoyens actifs ayant une contribution positive, présenter aux non-musulmans la forme la plus pure de l’islam en tant que système complet englobant tous les aspects de la vie, établir un dialogue et encourager la compréhension entre les organisations musulmanes et la société occidentale.
La WAMY organise des camps de jeunes, des camps de scoutisme, des séminaires et des ateliers, des échanges de visites, des pèlerinages, ainsi que des activités et des stages de formation pour d’autres organisations de jeunesse musulmanes. Elle publie des documents écrits et audio-visuels présentant l’islam saoudien aux non-musulmans. 
En principe, une section spéciale est prévue pour les filles et les femmes.

## Controverses
Outre le fait qu’elle est considérée comme un organe de propagande wahhabite, la WAMY est soupçonnée, tout comme les autres ONG saoudiennes dépendant du FOCA, de favoriser le transit de fonds destinés à la lutte armée ou au terrorisme sous couvert d’aide humanitaire. Sa littérature prosélyte a été accusée de comprendre des documents incitant à l’impérialisme islamique, à la haine ou au jihad armé. 
En octobre 2003 ont été saisis dans les locaux de la Société de Charité de Jénine, affiliée au Hamas, une demande de la WAMY adressée à différents services humanitaires locaux, leur demandant de « couvrir » la Fondation de Charité Al-Aqsa alors objet d’une enquête judiciaire en Allemagne, en affirmant qu’elle limitait ses activités à l'aide aux indigents. Or, de nombreux autres documents saisis indiquaient le contraire. Al-Asqua, a été désignée comme entité terroriste aux États-Unis, la banque d’Angleterre a gelé ses fonds et son bureau principal (Aix-la-Chapelle, Allemagne) a été fermé. 
La branche américaine, installée en Virginie dans la banlieue de Washington (Falls Church jusque 2002 puis Alexandria), a fait l’objet de suspicions dès 1996. Le FBI s’y intéresse de nouveau après le 11 septembre car elle a été fondée par Kamal Helwabi, ancien membre des Frères musulmans et Abdullah Awad-bin Laden, neveu d’Oussama, qui en est resté le président jusqu’aux attentats. En mai 2004 ses locaux ont fait l’objet d’une fouille dans le cadre d’une enquête sur les finances des charités saoudiennes. Rien n’a permis d’inculper l’association pour financement de terrorisme.